# Левада (Полтава)
Лева́да — мікрорайон в Подільському районі Полтави.

## Загальні відомості
Свою назву мікрорайон отримав від місцевості, де він будувався. Левадами на сході України називають луки в заплавах річок, оточені гаями. 
Житловий масив «Левада» — один з наймолодших у Полтаві. Експериментальний мікрорайон почав будуватися на намивних пісках Приворскля у 1980-х роках як продовження Правого Подолу.
При будівництві жилмасиву застосовувалася технологія пальового фундаменту. У міру розбудови, яка триває і зараз, жилмасив перетворився на самостійний мікрорайон, який простягнувся майже до автотраси Київ — Харків (автошлях E40М03). Сьогодні на Леваді мешкає майже 14 тисяч жителів.

## Транспорт
У 1994 році на Леваду було прокладено тролейбусну лінію, яка з'єднала її з центром міста. Сьогодні сюди можна дістатися тролейбусом № 12 (Інститут зв'язку — Левада),  автобусами № 39 (Огнівка — Левада), №№ 43, 44 (Левада — Половки — Алмазний — Левада), № 57 (ГРЛ — Левада), № 64 (Сади-2 — Левада). Раніше ще був тролейбусний маршрут № 13 (вул. Героїв Сталінграду — Левада).

## Освіта, умови життя
У мікрорайоні є дві загальноосвітні середні школи школи — 37-а (б-р Б. Хмельницького, 20) і гімназія (авторська школа) № 17 (б-р Б. Хмельницького, 15). Нещодавно відкрилася філія КНУКіМ —
Полтавський факультет Київського національного університету культури і мистецтв (вул. Б. Хмельницького, 20).
Мікрорайон урбанізований і одночасно затишний. На сході по нього примикає зона відпочинку на Ворсклі, на заході — «Інститутська гірка» (або «Інститутський гай»). Інститутську гірку облюбували місцеві гірськолижники і сноубордисти.
У 2009 році тут планувалося розпочати будівництво багатофункціонального комплексу «Левада», родзинкою якого мав стати перший в Україні і другий у Східній Європі критий гірськолижний спуск зі штучним снігом загальною довжиною 400 метрів і висотою 45 метрів. До складу БФК «Левада» могли увійти аквапарк з сімома гірками різної висоти та басейном зі штучною хвилею, висота якої може змінюватися. Але будівництво так і не розпочалося, залишившись лише на папері.